# Bezirkstag d'Alsace-Lorraine

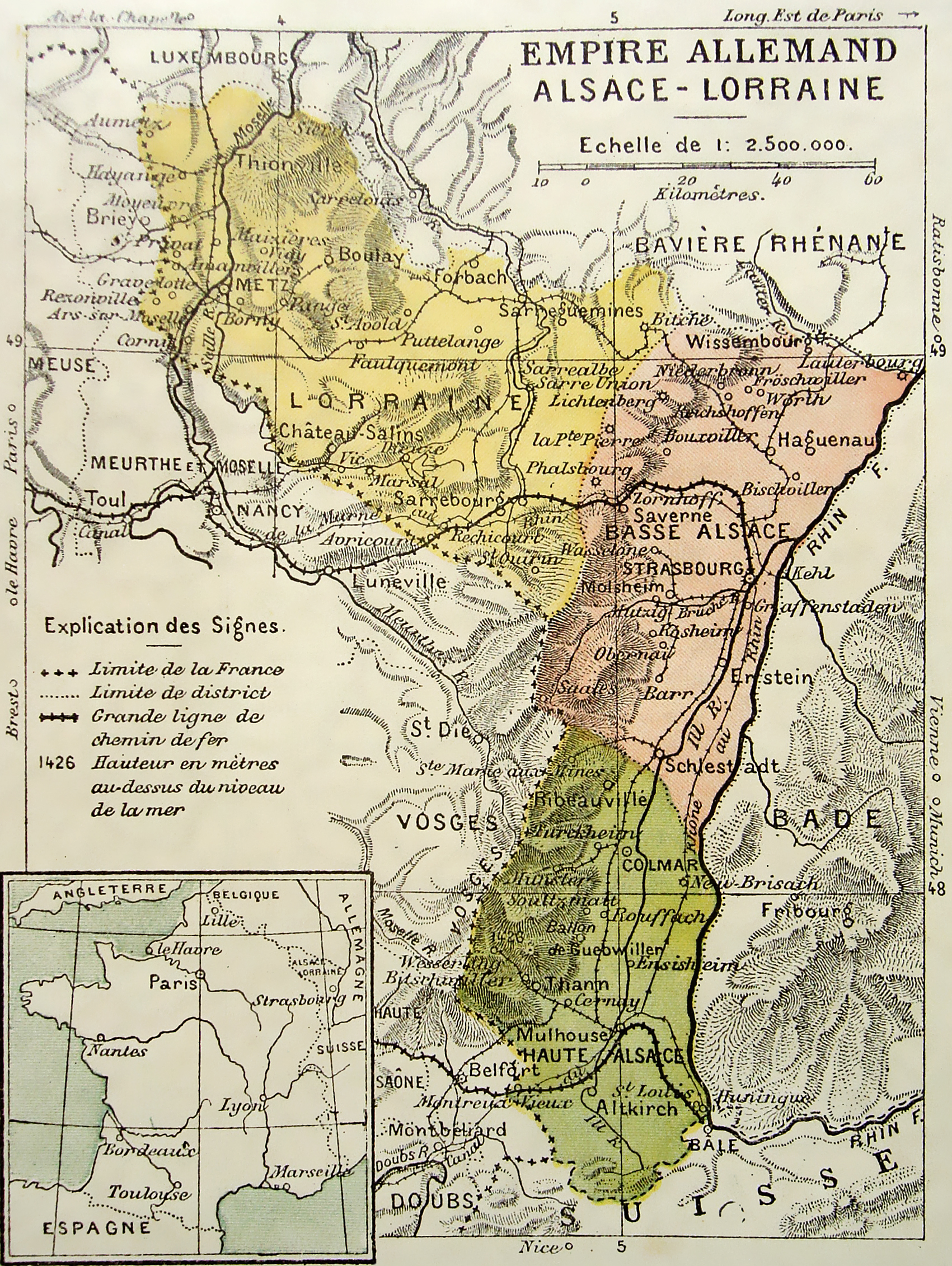
L'Alsace-Lorraine impériale (1871-1919).

Un Bezirkstag, (littéralement « diète de district » en allemand), était une assemblée délibérante d'un district de l'Empire allemand, entre 1871 et 1919. L'Alsace-Lorraine comptait trois diètes, correspondant aux trois districts du Reichsland.

## Les districts dans le Reichsland

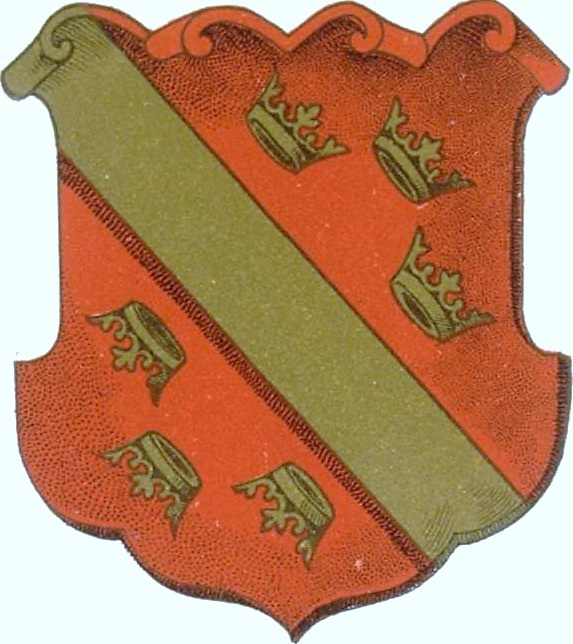
Blason du Bezirkstag de Haute-Alsace.

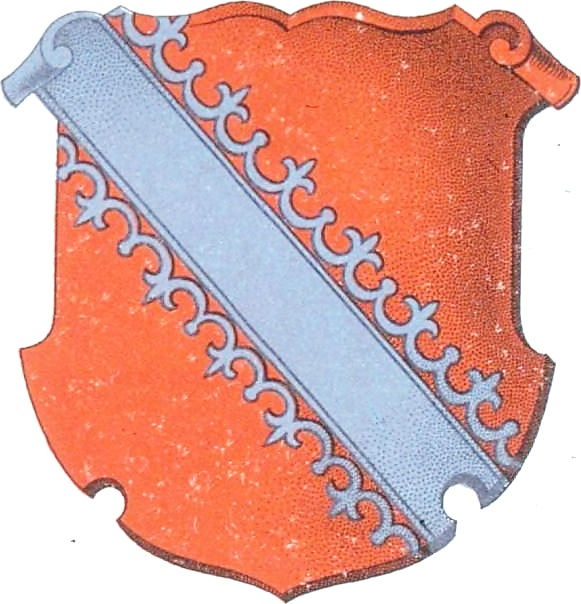
Blason du Bezirkstag de Basse-Alsace.

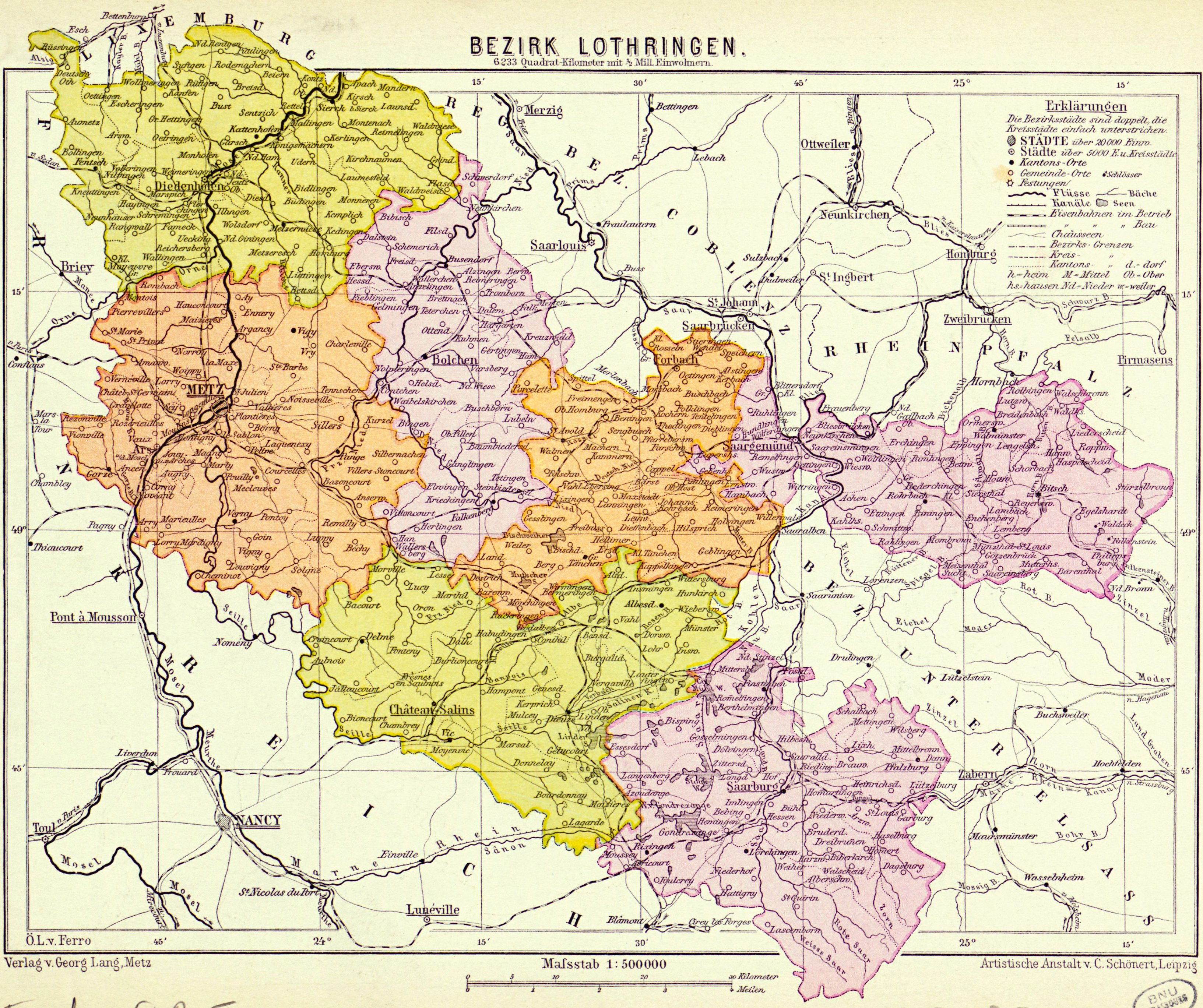
Carte du district de Lorraine.

Après la guerre franco-allemande de 1870, l’Alsace et une partie de la Lorraine sont annexées par l’Empire allemand et reçoivent un statut de terre impériale, relevant directement de la Couronne. Le nouveau « Reichsland Elsaß-Lothringen » reprenait pour l’essentiel la structure administrative française, l’ancien département du Haut-Rhin devenant le district de Haute-Alsace, Bezirk Oberelsass; l’ancien département du Bas-Rhin, le district de Basse-Alsace, Bezirk Unterelsass et l’ancien département lorrain de la Moselle, ainsi que deux arrondissements lorrains de la Meurthe, le district de Lorraine, ou Bezirk Lothringen».

## Les conseils de district
Élus à date régulière, les diètes de district étaient constitués par des élus locaux, comme les conseils généraux français. Les électeurs, de chaque arrondissement du district, élisaient un membre représentant leur circonscription, au suffrage direct. Comme pour les élections municipales, le suffrage actif et passif s’appliquait à tous les contribuables de l’Empire, âgés de 25 ans, résidant dans l’arrondissement.

## Élections
Lors de la fondation de l'Alsace-Lorraine, environ 110 000, des 160 000 résidents francophones qui avaient opté pour la nationalité française, étaient restés sur place. Ils ne disposaient pas du droit de vote, tandis que les immigrants, dits Altdeutsche ou « Vieux-Allemands », originaires du reste de l’Empire, obtenaient, quant à eux, le droit de vote dès leur arrivée dans le nouveau Reichsland.

## Répartition
Le siège du conseil de district était celui du Bezirkspräsidium, ou présidence du district. Les conseils devaient décider, entre autres, le budget des districts. Chacun des 10 membres du Landtag d'Alsace-Lorraine, étaient élus par les assemblées de district. À partir de 1879, celui-ci compta 34 membres, élus par les conseils de district. Onze membres étaient élus pour la Lorraine, dix pour la Haute-Alsace et treize pour la Basse-Alsace.

## Sources
- (de) Sophie Charlotte Preibusch, Verfassungsentwicklungen im Reichsland Elsass-Lothringen 1871-1918 : Integration durch Verfassungsrecht?, Berlin, Berliner Wissenschafts-Verlag, 2006,  (ISBN 9783830520474), (OCLC 785777758).
- (de) Max Rehm, Reichsland Elsass-Lothringen : Regierung und Verwaltung, 1871 bis 1918, Bad Neustadt a.d. Saale, D. Pfaehler, 1991,  (ISBN 9783922923770), (OCLC 25412633), 160 p.
- Bezirk Lothringen: Recueil officiel des actes administratifs du district de la Lorraine / Amts-Blatt für den Bezirk Lothringen, Buchdruckerei der Zeitung für Lothringen ; Metz, 1872-1882.
- Conseil Général de la Lorraine / Bezirkstag von Lothringen: Procès-verbaux des délibérations du Conseil Général de la Lorraine / Verhandlungen des Bezirkstages von Lothringen, Metz, 1874-1918.